# U.S. Route 21
U.S. Route 21 (också kallad U.S. Highway 21 eller med förkortningen US 21) är en amerikansk landsväg. Den går ifrån Hunting Island i söder till Wytheville Virginia i norr och har en längd av 636 km.